# Scurry County
Scurry County är ett administrativt område i delstaten Texas, USA. År 2010 hade county 16 921 invånare. Den administrativa huvudorten (county seat) är Snyder. 

## Geografi
Enligt United States Census Bureau så har countyt en total area på 2 352 km². 2 336 km² av den arean är land och 13 km² är vatten.  

### Angränsande countyn
- Kent County - norr
- Fisher County - öster
- Mitchell County - söder
- Borden County - väster
- Garza County - nordväst